# Der Zauberer Februar
Der Zauberer Februar oder Die Überraschung ist ein Lokales Zauberspiel mit Gesang in zwey Aufzügen von Johann Baptist Frey, zu dem Johann Nestroy die Couplettexte schrieb. Das Stück wurde 1833 verfasst und hatte am 12. Februar desselben Jahres seine Uraufführung, zum Geburtstag des österreichischen Kaisers Franz I. Ursprünglich war es zur Eröffnung der Faschingssaison im Theater an der Wien gedacht.

## Inhalt
Der reiche Gutsbesitzer Herr von Bieder liebt nichts mehr als gelungene Überraschungen. Er begehrt so eifrig danach, dass er sogar seine Tochter Fanny demjenigen verspricht, der ihn mit einer solchen zu erfreuen vermag. Deshalb bemühen sich alle Untergebenen Bieders, einander zu übertrumpfen, um die Tochter für sich zu gewinnen. Besonders der Schlosswächter Pulverhörnl glaubt, die beste Idee zu haben, da er durch als Räuber verkleidete Müllerknechte Fanny entführen und das Schloss überfallen lässt. Der Maler Karl Treuhold, Fannys Geliebter, kann jedoch mit Hilfe des Zauberers Februar und Saturnus’ Unterstützung alle Konkurrenten aus dem Feld schlagen: In einer allegorischen Aufführung lässt er vor Bieder die Bildnisse des Kaisers Franz und seiner Gemahlin Karoline Auguste erscheinen.

## Werksgeschichte und zeitgenössische Kritik
Nestroy schrieb ein einziges Mal an einem derartigen Gelegenheitsstück mit, das auch nur acht Vorstellungen erlebte und nicht im Druck erschien. Anlass für das Stück war ursprünglich die Eröffnung der Faschingssaison im Theater an der Wien, allerdings verzögerte sich der Aufführungstermin immer wieder, bis es dafür zu spät war. In einer entsprechend überarbeiteten Version wurde es als Huldigung zu den Geburtstagsfeierlichkeiten für das Kaiserpaar Franz II./I., geboren am 12., und seine vierte Gattin Karoline Auguste von Bayern, geboren am 8. Februar, gespielt. Als Autor wurde von der neuzeitlichen Theaterfachwelt Johann Baptist Frey, Regisseur am Theater an der Wien, festgestellt, von Nestroy stammen mit hoher Wahrscheinlichkeit lediglich die Couplets. Nur bei Otto Rommel wird Nestroy in Anlehnung an zeitgenössische Berichte als Haupt- und Frey als Mitautor bezeichnet. Das Stück wurde bei den Aufführungen stets ohne Autorennennung vorgestellt, auch die Couplets wurden ohne Namensangabe überliefert. Im Unterschied zu anderen, vorerst anonym aufgeführten, dann von Nestroy autorisierten Werken, ist dies hier auch später nicht geschehen. Einzig die Partitur Müllers nennt Frey und Nestroy als Autoren.
Eine Mitarbeit Nestroys durch das Beistellen von Couplettexten war durchaus öfters der Fall, so bei Franz Xaver Tolds Der Naturmensch und Friedrich Hopps Der Goldkönig, beide auch als Kollegen Nestroys bekannt.
So wie der Zauberer Februar als Eröffnungsstück des Faschings geplant war, sollte Der Feenball dessen Abschluss bilden – darum spielt er ja am Faschingsdonnerstag. Der Part des Zauberers Februar hat im Feenball sein Gegenstück im Magier Carnevalis, dem Beschützer des Faschingtreibens.
Die Originalhandschrift des Werkes ist ebenso verloren gegangen, wie eventuell vorhanden gewesene Bühnenmanuskripte oder Zensurvorlagen, nur der Theaterzettel, Adolf Müllers Partitur und einige Gesangstexte sind erhalten. Aus Zeitungsberichten lassen sich einige Informationen rekonstruieren: Die Wiener Theaterzeitung von Adolf Bäuerle schrieb am 21. Jänner 1833 (Nr. 15, S. 60) eine Vorankündigung, hier wurde noch mit dem Aufführungstermin zu Faschingsbeginn gerechnet. In einer Notiz desselben Blattes vom 26. Jänner 1833 (Nr. 19, S. 76) wurde über die Verschiebung auf den Kaisergeburtstag berichtet. Die Rezension, in der auch der Inhalt des Stückes (siehe oben) erzählt wurde, erschien am 14. Februar 1833 (Nr. 33, S. 131). Sie zeigte nur geringe Zustimmung zum Stück, wenn auch der Situations- und Wortwitz und die Gesangstexte durchaus gelobt wurden:

„Der einfache Umriss dieses Zauberspiels enthält Elemente, welche einer sehr effectvollen dramatischen Gestaltung fähig gewesen wären. Der Verf[asser] hat jedoch diese schöne Grundidee, statt sie in allen Theilen überraschend zur Anschauung zu bringen, mit zwecklosem Nebenwerk überbaut und verdunkelt, so dass sie einem antiken Triumphbogen gleicht, dessen architektonische Schönheit durch ärmliche angelehnte Strohhütten verdeckt bleiben.“

Nur sehr kurz gehalten und ebenfalls negativ waren zwei Kritiken in der Zeitschrift Der Wanderer vom 14. (Nr. 45, S. 3*) über die Uraufführung und vom 15. Februar (Nr. 46, S. 3*) über die zweite Vorstellung.
Johann Nestroy spielte den Görgel Blasi, Wenzel Scholz den Pulverhörnl (für dessen Darstellung er sehr gelobt wurde), Direktor Carl Carl den Februar, Friedrich Hopp den Mümmel, Ignaz Stahl den Herrn von Bieder, Elise Zöllner die Schwäbin Christel, Eleonore Condorussi die Jette. Die Figur der Schwäbin Christel wurde von Nestroy als Haushälterin Gertraud im zwei Monate später aufgeführten Werk Der böse Geist Lumpacivagabundus wieder verwendet.
Bei der Premiere spielte Johann Strauss (Vater) mit seiner Kapelle, bei einer späteren Aufführung Joseph Lanner.
Die Gesangstexte sind in der Musiksammlung der Wienbibliothek im Rathaus durch die Originalpartitur von Adolf Müller – mit dem Vermerk „Das erstemal aufgeführt den 12ten Februar 1833 im k. k. p. Theater a. d. Wien (im Carneval-Theater)“ – sowie die Chöre und die Couplettexte für Nestroy, Scholz, Hopp und Dlle. Zöllner überliefert.